# Bachilleratos Populares en Argentina

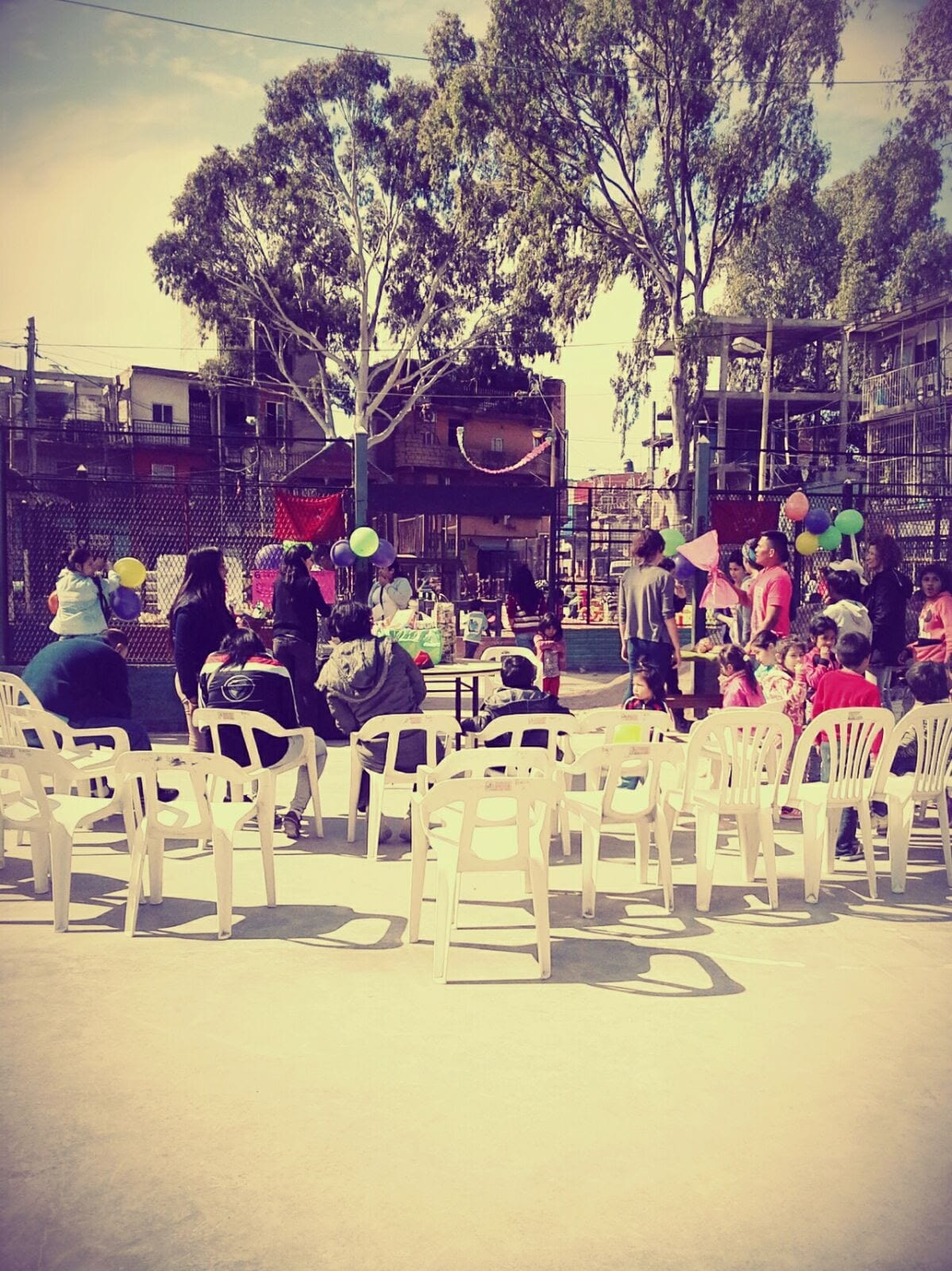
Celebración del día del educador y educadora popular, en el Barrio Güemes de la Villa 31, Buenos Aires, Argentina.

Los Bachilleratos Populares son escuelas de jóvenes y adultos que fueron creadas a partir del año 2004 en el marco de organizaciones sociales y empresas recuperadas o fábricas recuperadas que habían cobrado mayor visibilidad en un contexto de participación social en torno a la crisis del 2001. Las primeras experiencias nacieron en la Ciudad Autónoma de Buenos Aires y en Provincia de Buenos Aires. Estas escuelas adscriben a la teoría de educación popular que tiene como principal referente al educador brasileño Paulo Freire. Además, se nutren de la organización autogestiva e interpelan al Estado como garante del derecho a la educación de todos los sectores sociales.
Hoy en día existen cerca de 100 bachilleratos populares en Argentina; 30 de los cuales se encuentran en la ciudad de Buenos Aires, distrito en el que figuran como Unidades de Gestión Educativa Experimental (UGEE). Los bachilleratos populares puede nominarse como una modalidad educativa elegida en la actualidad por unos 1.500 jóvenes y adultos para cursar secundario, cumpliendo este año 15 años de funcionamiento en el país generada bajo el trabajo de disputas entre el Estado y La Cooperativa de Educadores e Investigadores Populares Histórica (CEIPH) para retomar la tarea de educar a un sector popular que en base a las teorías educativas latentes, interpelando desde el monopolio de la educación para mostrar la necesidad de pensar en otras modalidades inclusivas que albergue realidades a las que el sistema durante más de 100 años no ha podido brindar respuestas. Dicha cooperativa es una organización social, política y educativa "militante", que plantea a la Educación como una herramienta para la transformación social como un proyecto político pedagógico, emancipador y revolucionario en términos de construcción al sentido mismo de educarse.

## Historia
Desde la década de los 70 América Latina se ha constituido como una referencia para todos los movimientos del mundo. En las últimas décadas, Argentina fue parte de diversos procesos históricos que reconstituyeron los Movimientos Sociales que crecieron y se desarrollaron generando resistencias, propuestas y prácticas que apuestan a la construcción del "poder popular" y "cambio social".  En el campo de la educación, a nivel latinoamericano, podemos señalar las luchas estudiantiles chilenas de 2011, las escuelitas rebeldes zapatistas y los propios bachilleratos populares argentinos. Todas estas experiencias se desarrollan de la mano de movimientos populares formados por trabajadores, pueblos originarios, jóvenes o mujeres como sujetos políticos conscientes que no solo reivindican un lugar en el mundo, sino que lo construyen. 
Los bachilleratos populares nacieron después a la conocida crisis de diciembre de 2001 que tuvo lugar en Argentina. En este contexto surgen las asambleas barriales, los "club del trueque" y las primeras propuestas de educación popular para jóvenes y adultos que no habían finalizado la escuela secundaria, esto muestra como diversos movimientos sociales comenzaron a problematizar la realidad del país, buscando respuestas alternativas a la ausencia estatal, encontrando formas de organización horizontales y asamblearias. Estas experiencias educativas toman como modelo las prácticas de educación popular que tuvieron lugar en América Latina a partir de la década del 60´. Entre ellas, retoman programas de alfabetización desarrollados en Argentina como fue la Campaña de Reactivación Educativa de Adultos para la Reconstrucción (CREAR), las escuelas populares del Movimiento de los Trabajadores Rurales Sin Tierra en Brasil y las experiencias educativas del Movimiento Campesino de Santiago del Estero. Los Bachilleratos populares fueron creados con una concepción de escuela como organización social, que debe fundirse en el ámbito de lo barrial y lo social; un lugar donde conviven distintos saberes, académicos, de militancia, científicos y de resistencia.
A la hora de analizar cuáles son los “modos” en que se desarrollan los Bachilleratos Populares, podemos identificar dos planos diferentes que están relacionados y que se vinculan con la Educación Popular: la concepción política y la práctica pedagógica. Uno de los rasgos más característicos de los Bachilleratos Populares es la autogestión. En efecto, las organizaciones sociales no sólo se encargan de brindar la infraestructura necesaria para poder llevar a cabo esas iniciativas, a través de ofrecer los espacios comunitarios y difundir entre los integrantes de esas organizaciones y sus vecinos esas iniciativas, sino, fundamentalmente, de elaborar los diseños curriculares que se desarrollarán a o largo del bachillerato y los contenidos de cada asignatura, y de elegir a los docentes que serán responsables de coordinar las materias, aspecto característico que se contrapone a la educación tradicional, donde el docente “dicta” la asignatura. Actualmente constituyen un pilar fundamental de un proceso de transformación social mucho más amplio que interconecta las luchas de los pueblos originarios, las de los trabajadores, las mujeres y los barrios generando una narrativa común, escribiendo su propia historia y construyendo su futuro.  
En la actualidad existen más de 90 bachilleratos populares a lo largo de todo el país, muchos se encuentran reconocidos como escuelas por el Estado a nivel provincial y nacional, otros bachilleratos todavía no tienen el reconocimiento formal. Son experiencias educativas creadas por organizaciones sociales, sindicales y de derechos humanos, y una de sus principales demandas es que el Estado las oficialice como escuelas públicas para jóvenes y adultos.
Los bachilleratos populares también funcionan como centros de formación de formadores, ya que la formación como educador popular se realiza en el mismo bachillerato, a través de la práctica.
El mayor desafío sigue siendo educar para otra sociedad y otro trabajo: que no nos reproduzcan como objetos sino que nos reconozcan como sujetos.
Según Nydia González Rodríguez "...la educación popular es la metodología de la formación de un hombre humano comprometido con su tiempo y con su pais.", y agrega que esta formación y transformación del ser humano y de la sociedad es todavía mucho más difícil que una revolución armada ya que "...tomar el poder político no quiere decir que logras el cambio ni en los sujetos ni del sistema... No puede existir transformación si  no hay educación popular; una educación forme al ciudadano no para obedecer, sino para decidir...para eso tienes que enseñarlo a decidir, tienes que enseñarlo a pensar y a discernir politicamente, comprometidamente."

## Dimensiones comunes a estas experiencias
Luego de casi dos década de existencia de los Bachilleratos Populares es posible identificar algunas regularidades y constantes que permitan evidenciar dimensiones comunes que imponen estas experiencias y que son ciertamente afines entre sí, más allá de sus particularidades. Todos los Bachilleratos contienen una matriz común, estos es, una dimensión pedagógica; otra gremial y una política, en un sentido estricto.
La dimensión gremial comprende varios circuitos organizativos y a la vez reivindicativos. Los BP más allá de las alianzas de las organizaciones en las que están inscritos políticamente –frentes, federaciones, movimientos, etc- se nuclean en  ámbitos gremiales para reclamar, esencialmente por el reconocimiento y su capacidad de otorgar títulos, recursos económicos –todos le otorgan al estado la responsabilidad de garantizar el funcionamiento del sistema educativo-: salarios/recursos para los docentes, financiamiento integral y becas para los estudiantes.
La dimensión política expresa las múltiples articulaciones sociales y políticas de cada uno de los Bachilleratos. En este sentido cada una de estas escuelas son parte de algún proyecto político-organizacional. Quienes asumen su creación son organizaciones sociales y políticas, y expresan un fuerte entramado articulador  en clave de movimientos sociales, sindicatos u organizaciones de índole territorial. La mayoría de las interpretaciones reivindica el carácter contra hegemónico de sus organizaciones, sus prácticas de lucha anticapitalista y subrayan el rol emancipador de estas escuelas. A la vez, destacan conceptualizaciones provenientes de la tradición freiriana tales como que son “escuelas como organizaciones sociales”.
La dimensión pedagógica, identifica su naturaleza más evidente. Los Bachilleratos Populares son escuelas para jóvenes y adultos, otorgan títulos y son reconocidos en su institucionalidad, aunque con una notable resistencia por parte de la burocracia tecnocrática del sistema educativo. Y como no puede ser de otro modo tratándose de escuelas, es indiscutible la existencia del “hecho educativo”: docentes y estudiantes reunidos voluntariamente para dar cuenta de una necesidad educativa, en torno a un ámbito de formación, es decir, una escuela. Los Bachilleratos Populares también han realizado numerosos aportes desde su dimensión pedagógica, retomado tradiciones participacionistas, redefiniendo concepciones epistemológicas, impulsando reorganizaciones curriculares profundizando y recreando estrategias socioeducativas de la EDJA, revisando los criterios de gestión educativa y fundamentalmente transformado a cada escuela en un laboratorio de ideas y debates sobre sus propuestas de enseñanza aprendizaje en la que los protagonistas son los propios docentes y estudiantes
Convergiendo, la dimensión política y la dimensión pedagógica, arribamos a la reivindicación del Derecho a la Educación, producto de históricas luchas en Argentina. En la década de los 90', en medio de una gestión nacional de corte neoliberal, el derecho a la educación adquirió un carácter mercantil, su desarrollo comenzó a evaluarse desde una lógica empresarial de costo-beneficio, buscando obtener "más y mejor" educación con menos recursos, transformando a las familias en consumidoras. Para los años 2000, el modelo neoliberal había empezado a exponer signos de agotamiento. Argentina estaba sumida en una crisis económica y social que derrumbó la legitimidad de las instituciones: el Estado había dejado de ser garante del bien común hace años. Las consecuencias de las políticas neoliberales desembocaron en la crisis del 2001. Bajo la consigna "que se vayan todos", la sociedad civil empieza a reconstruir las redes desarticuladas buscando generar nuevos espacios de coordinación que desembocaron en el surgimiento de nuevos movimientos sociales y contraculturales. En este contexto, el reclamo por el Derecho a la educación dejó de tener al Estado como interlocutor; la crisis económica siguió excluyendo a las clases populares de la educación privada y fue entonces cuando comienzan a sentarse las bases de una educación autogestionada que dará origen a los Bachilleratos Populares.

## Algunas experiencias de Bachilleratos Populares de CABA

### Bachillerato Popular de Jóvenes y Adultos IMPA (Fábrica recuperada)
El Bachillerato de IMPA fue creado por la Cooperativa de Educadores e Investigadores Populares (CEIP) en marzo del 2004, como resultado de la articulación con el Movimiento Nacional de Empresas Recuperadas y en consonancia con el proyecto político de la empresa recuperada IMPA, primera experiencia argentina de recuperación de empresas.  Tiene un objetivo político y enmancipador, pues aspira al empoderamiento de las clases populares frente a las relaciones de desigualdad: "Abrir las puertas de la fábrica al barrio, para ir a la escuela, fue un primer paso en la construcción de una hegemonía popular."  Esta propuesta educativa se dirige a estudiantes a partir de 16 años y sin límite de edad, tiene una duración de tres años y expiden títulos de nivel medio (equivalentes a la educación secundaria). Tanto la inscripción como la cursada son absolutamente gratuitas. 
Cooperativismo es la materia central del Bachillerato del IMPA y se enseña durante los tres años que duran los estudios. Además, se refuerza “recuperando el principio de autogestión y también haciendo que la historia de la fábrica sea objeto de estudio, con visitas guiadas o clases dictadas por trabajadores, por ejemplo”, detalla Fernando Santana. 
Otras materias que proponen desde el IMPA y que salen del currículum escolar tradicional son Pensamiento Latinoamericano, Desarrollo de Comunidades o Metodología de Investigación. Sin embargo, el profesor asegura que “la diferencia a veces no está tanto en el nombre de la materia como en el enfoque, el método de trabajo y la opción política que cada uno toma al momento de pensarla”. Con una veintena de alumnos por clase y dos profesores a su disposición, el proyecto prioriza el trabajo en el aula y el seguimiento cotidiano de los trabajos individuales y colectivos.
Para Carola, “lo más enriquecedor son los debates que se dan entre profesores y estudiantes en todas las clases, de la materia que sea. Nos hacen sentir que somos todos pares y que ellos también aprenden de nosotros”, comenta. Para ella la relación con sus docentes es mucho más cercana ahora, hasta el punto que se convierten en verdaderos referentes. De hecho, el próximo año quiere estudiar literatura y ser profesora, como Fernando.
La organización escolar se da en torno a las asambleas mensuales, espacios donde se toman las decisiones que afectan a la comunidad. Estas instancias se dan tanto entre los 40 docentes que integran el equipo, para tratar cuestiones meramente pedagógicas, como entre profesorado y alumnado, para abordar temas más políticos o de la cotidianidad escolar. Al finalizar los estudios, que son totalmente gratuitos, se entrega a los estudiantes la certificación oficial de la Educación Secundaria

### Mocha Celis - Bachillerato Popular Travesti-Trans

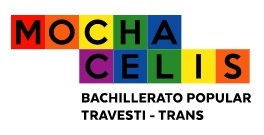
En la imagen se puede ver el logo del Bachillerato Popular "Mocha Celis"

"La Mocha Celis" o la Unidad de Gestión Educativa Experimental No. 16 es una escuela secundaria gratuita, fundada en el 2011, que nace de la convergencia del activismo travesti-trans y la tradición educativa de los Bachilleratos Populares. Funcionó en el quinto piso de un edificio ubicado en el barrio porteño de Chacarita hasta 2022, año en que mudó sus instalaciones al barrio de Balvanera. Fue fundada por Francisco Quiñones Cuartas y Agustín Fuch, con el objetivo de crear un espacio educativo inclusivo para las personas trans-travestis. Su misión es la de promover la inclusión de las personas trans-travesti en la educación formal. Busca formar líderes que potencien su movimiento y promuevan la integración en la fuerza laboral. Es la primera escuela trans en el mundo e inspiró la creación de programas similares en otras partes de Argentina y Latinoamérica. Además, fomenta la inserción laboral y genera talleres de formación. No es exclusiva, también asisten personas que no son de la comunidad travesti-trans: entre ellas, afrodescendientes, migrantes, pertenecientes a la comunidad LGBTI, madres solteras, etc.
El nombre refiere a Mocha Celis, quien fuera activista travesti-trans tucumana que trabajaba con Lohana Berkins, otra conocida activista fallecida, en el barrio de Flores. A Mocha la asesinaron en un altercado con la policía que no fue esclarecido. Ella no sabía leer ni escribir, murió sin terminar el secundario.
En 2012, luego de la sanción de la Ley De Identidad de Género o Ley 26.743, el bachillerato logró conseguir el apoyo de los Ministerios de Educación de Nación y Ciudad, garantizando un título oficial para quienes de allí egresaran. El Mocha opera como una escuela pública y gratuita enmarcada en el modelo de Unidad de Gestión Educativa Experimental recibiendo apoyo estatal para cubrir los salarios de la planta orgánica funcional de docentes. Durante un plan de 3 años, las personas cursantes acceden a las materias propuestas por el Diseño Curricular de Nivel Medio de las escuelas de la Ciudad, pero atravesadas por la perspectiva de género.
En 2023, el alumnado del último año, así como docentes y personal del bachillerato recibieron un agasajo en la embajada francesa en Argentina, durante la entrega del Premio de los Derechos Humanos de la República Francesa «Libertad-Igualdad-Fraternidad» otorgado por parte de la Comisión Consultiva de los Derechos Humanos de Francia a la Asociación Civil Mocha Celis. Este premio reconoce acciones individuales o colectivas "que contribuyan a promover o proteger los derechos humanos".

### Bachillerato Popular Cooperativa Maderera Córdoba
El Bachillerato Popular Maderera Córdoba es la Unidad de Gestión Educativa Experimental N.º 3 y ofrece servicios educativos en el nivel secundario para jóvenes y adultos que pueden obtener su título secundario en tres años. Está ubicado en Avenida Córdoba 3149, en la Ciudad de Buenos Aires (Distrito escolar 2).  
Sus aulas se encuentran en el 1º piso de la Cooperativa de Trabajo Maderera Córdoba, que desde 2004 abrió sus puertas bajo el control de sus trabajadores, junto con el bachillerato. En ese año se matricularon sesenta estudiantes. Para 2014 contaba con ciento setenta matriculados con un fuerte enfoque sobre el trabajo cooperativo.
En 2013, se estrenó el documental “De trapito a bachiller”, filmado en las instalaciones de la cooperativa en la que funciona el bachillerato. Cuenta la historia de un joven que vive en la calle y que sobrevive trabajando como “trapito” (persona que limpia los parabrisas de los autos mientras esperan el cambio de semáforo). Es una historia de vida situada en un espacio educativo diferente, donde se establecen relaciones entre estudiantes que participan de las asambleas de la cooperativa. Retrata la vida de jóvenes adultos que estudian para obtener su título de bachiller y también muestra cómo funciona un bachillerato. Se trata de una película independiente dirigida y producida por Javier Di Pasquo.

## Otras experiencias de educación popular

### Centro Educación Isauro Arancibia
En el año 1998, la CTA nacional solicita la Supervision mencionada, la creación de un Centro Educativo para Adultos y Adolescentes de nivel primario para miembros de sindicatos de base: AMMAR y MOI, en Independencia 766.
Como resultado de un trabajo en red con organizaciones sociales, comenzaron a concurrir chicos en situación de calle que paraban en la estación de trenes de Constitución.
En el año 2001, Puentes Escolares, programa del Ministerio de Educación de la Ciudad de Bs As. Creado con el fin de establecer lazos entre la calle y la escuela, destino recursos materiales y docentes a este centro educativo luego de comprobar a través de un relevamiento que los jóvenes en situación de calle asistían y hacían referencia al ‘Isauro’
Para 2006, ya eran 6 los docentes y más de 100 los alumnos que pedían tener las mismas horas y materias que tenían los otros. De inmediato propusieron a las autoridades una escuela de jornada extendida para jóvenes. Presentaron un proyecto con todas las asignaturas que hay en una  primaria y talleres de artes y oficios a contraturno. Así funciona el Isauro desde hace casi una década. A este logro le siguió otro muy importante: la posibilidad de tener un edificio propio. Hoy este Centro Educativo funciona en lo que era la sede del CBC de la Universidad de Buenos Aires, en la esquina de Paseo Colón y Cochabamba. En poco tiempo inaugurarán un Centro de Formación Profesional dependiente del Ministerio de Trabajo, donde van a dictar talleres de carpintería, electricidad, computación, máquina recta y serigrafía.
Dice Susana Reyes, la coordinadora encargada de la institución desde su fundación, en una entrevista : " En 2008 quisieron deshacer el proyecto educativo, luego pedimos que no tiren abajo el edificio por el Metrobús. Pero en esas luchas se enseña, los chicos aprenden ciudadanía, derechos y cómo defenderlos. Los obstáculos sirven para crecer como escuela y para enseñar más. Los chicos y chicas van todo el tiempo a la Legislatura a defender a su escuela”.
Con la movilización permanente de esta comunidad educativa en el año 2011 el Isauro logró tener edificio propio y que la Legislatura de la Ciudad de Buenos Aires votara 14 millones de pesos del presupuesto para refaccionar el edificio. Sin embargo nunca se ejecutó este proyecto,  y habiéndose realizado la licitación para las obras el Ministerio de Educación de la Ciudad impidió su inicio a principios del 2014. Este mismo año se sumó otro problema, la amenaza de demolición del edificio por las obras de ampliación de la Avenida Paseo Colón para la construcción de un metrobús. A través de amparos judiciales el desalojo del Centro Educativo quedó frenado, sin embargo el Isauro no solamente pasó un invierno sin gas sino que sufre permanentes cortes de luz, teléfono y agua que perjudican a una población sumamente vulnerable como son sus alumnas y alumnos, personas en situación de calle. Si el Isauro queda en situación de calle, sus alumnos que ya están en la calle quedan también sin escuela, sin la oportunidad de construir un proyecto a través del acceso a la educación.
La institución tiene jardín, primaria común, secundaría (CENS), talleres de oficio y arte (panadería, costura, bicicletería, revista, radio, entre otros). En ese ámbito nacieron diversos emprendimientos productivos de economía social.

### Instituto Superior de Formación Docente Dora Acosta
El profesorado de enseñanza primaria Dora Acosta (también conocido como “El Dorita”) abrió sus puertas en 2014 en el sector Cristo Obrero del Barrio 31. Un año más tarde fue reconocido por el Ministerio de Educación de la Ciudad de Buenos Aires y desde 2016 brinda títulos con validez nacional a partir de un convenio con la Universidad de Buenos Aires.
"Que haya un profesorado en el barrio no debería ser una novedad, porque nuestro barrio es como cualquier otro. La diferencia es que por años ha quedado excluido y estigmatizado por ser un barrio al que se le niegan derechos constantemente. Sin embargo, la creación de un profesorado aquí  nos ayuda a transformar esa realidad y desde este lugar seguir en la lucha por una sociedad más inclusiva". (Rosa Pachuri, alumna del ISFD Dora Acosta)
El espacio fue construido por la organización social y política El Hormiguero en la sede que allí tenían, con la idea de garantizar que la educación terciaria llegue al barrio.
El nombre del instituto fue elegido por los estudiantes y docentes del instituto, es en conmemoración de Dora Acosta, una militante del Peronismo de Base, secuestrada y desaparecida el 1 de marzo de 1977 por la última dictadura cívico militar. Dora Acosta era estudiante de filosofía y docente, profesión que ejercía en una escuela de la Villa 31.
“El territorio, la comunidad, el barrio, tienen que estar adentro del aula. La educación no es algo encerrado entre cuatro paredes es algo que dialoga todo el tiempo con la realidad”. (María Bielli, ex-rectora del ISFD Dora Acosta y actual legisladora porteña)
En diciembre de 2019 egresaron las primeras siete docentes formadas en este Profesorado.